# Lagan (fleuve du Royaume-Uni)
Pour les articles homonymes, voir Lagan (homonymie).
La Lagan est un fleuve d'Irlande du Nord. Traversant les comtés d'Antrim et de Down, ainsi que la ville de Belfast, il se jette dans l'océan Atlantique au niveau du Belfast Lough.